# Въездные ворота крепости Петерштадт
Въездные ворота крепости Петерштадт («Почётные ворота» крепости Петерштадт) — памятник архитектуры. Расположен в Ломоносове, в восточной части Верхнего парка Ораниенбаума. Вели на плац.
Построены А. Ринальди в 1757 году. Внешне ворота — двухъярусная башня со шпилем. Нижний ярус ворот украшен пилястрами тосканского ордера, в нём сделана сквозная арка с железными воротами, которую венчает замковый камень. Верхний ярус — восьмигранный фонарик с полуциркульными окнами (для наблюдательного поста), у купола яруса четыре люнеты и луковичная главка, переходящая в шпиль с шаром и флюгером, на котором указан год постройки. На торцах — лопатки. Композиция создана контрастом простых укрупнённых форм нижней части с надвратной башней.

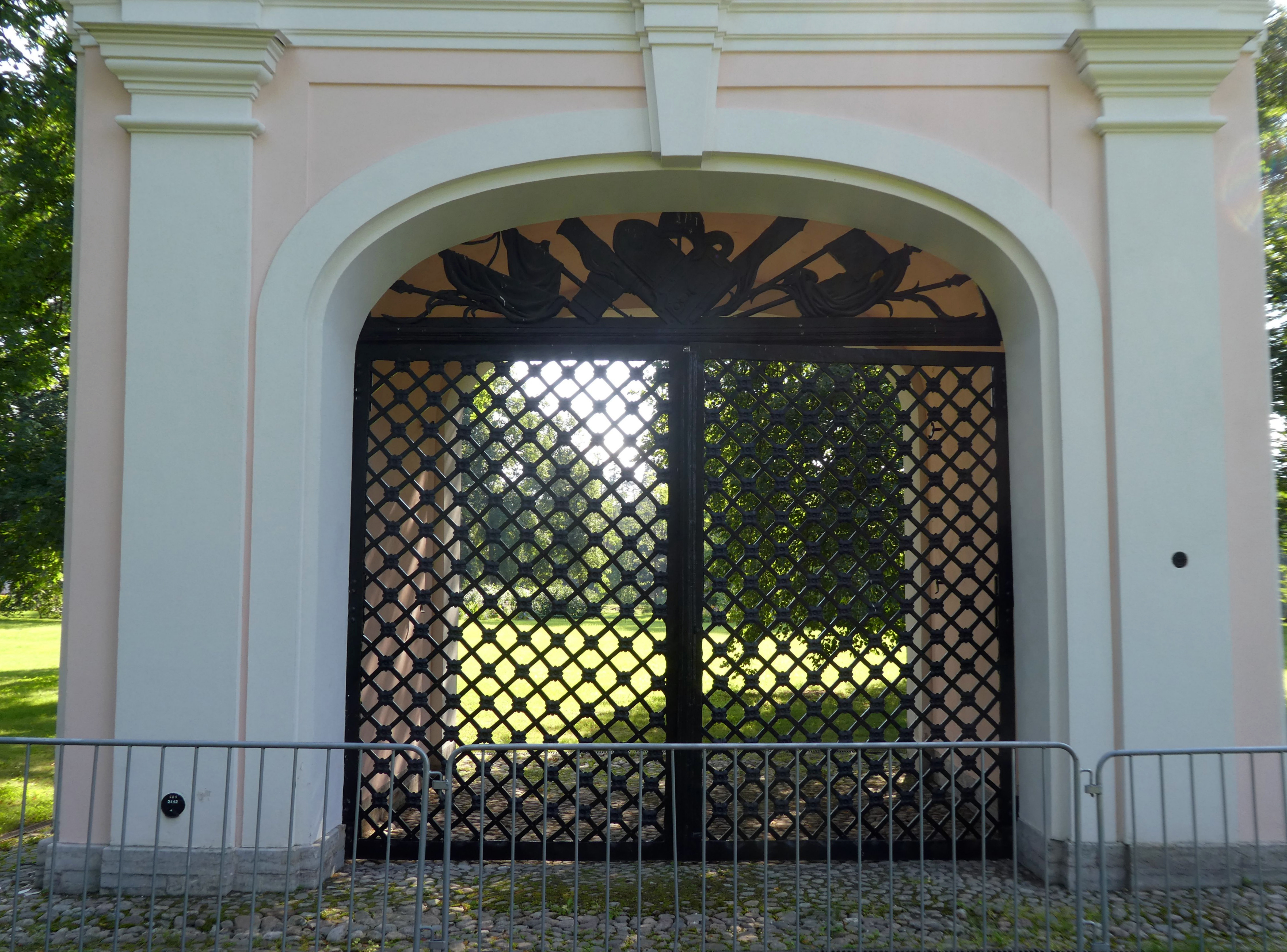
Решётка ворот в 2024 году

Решётка ворот, напоминающая трельяжную сетку, создана из перекрещивающихся полос, украшенных золочёными розетками в местах пересечения. Над створами размещена медная золочёная арматура. Решётка была украдена в 1920-е годы и воссоздана в 1960-е годы по рисунку А. Бенуа.
Реставрация ворот прошла в 1952 году.
Многие годы ворота были заброшены, а створки были сняты с петель и лежали в запасниках. В рамках программы комплексной реставрации зданий дворцово-паркового ансамбля было проведено и восстановление Почётных ворот, открытие которых состоялось в октябре 2019 года.